# Purda
Purda (deutsch Groß Purden) ist ein Dorf und Sitz der Gmina Purda in Polen. Es liegt 14 Kilometer südöstlich von Olsztyn in der Woiwodschaft Ermland-Masuren.

## Landschaft
Charakteristisch für die Landschaft in dieser Gegend sind zahlreiche Seen, Sümpfe, Teiche sowie Nadel- und Mischwälder, die 53 % des Gemeindegebiets bedecken.

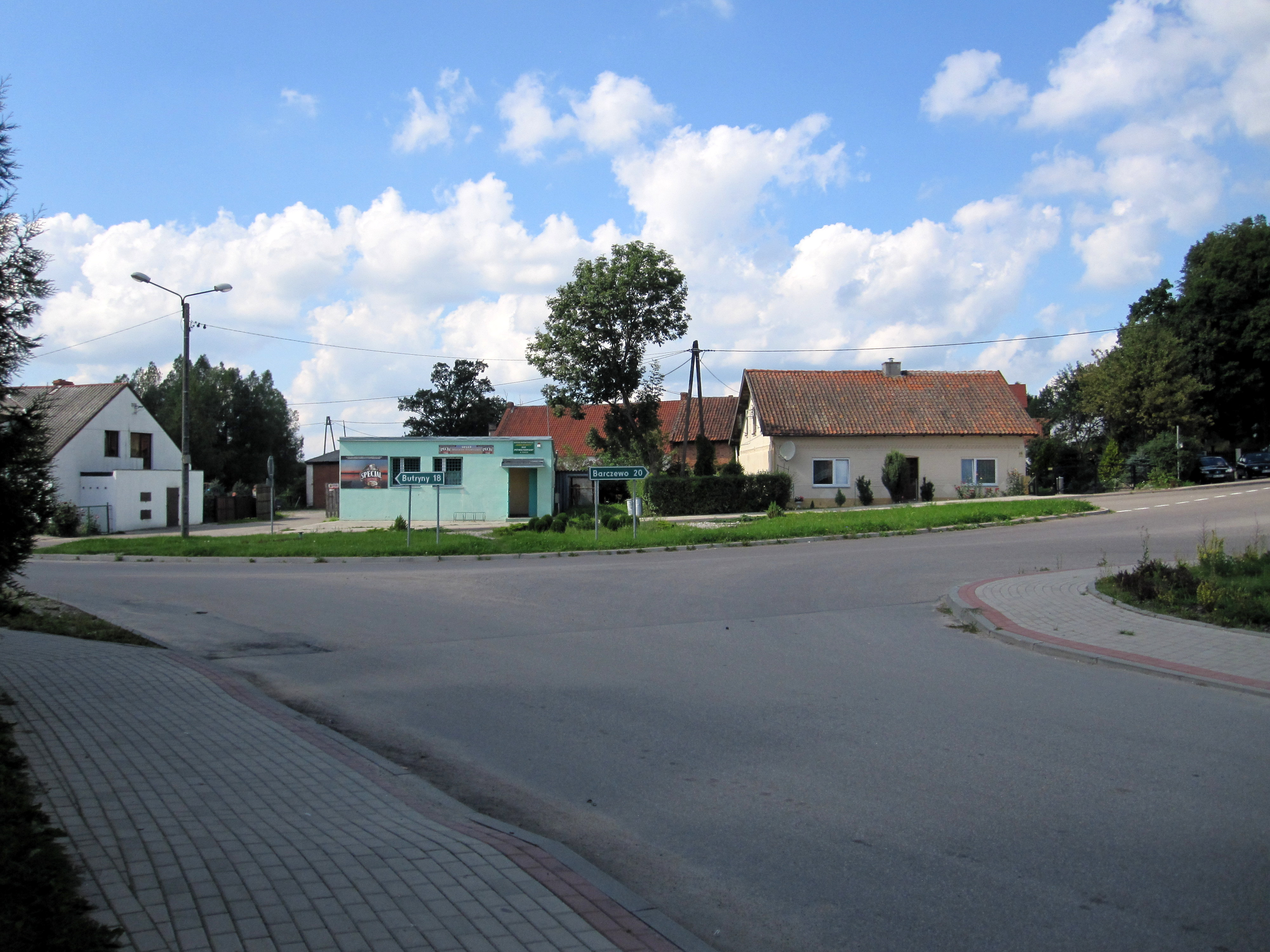
Straßenkreuzung in Purda

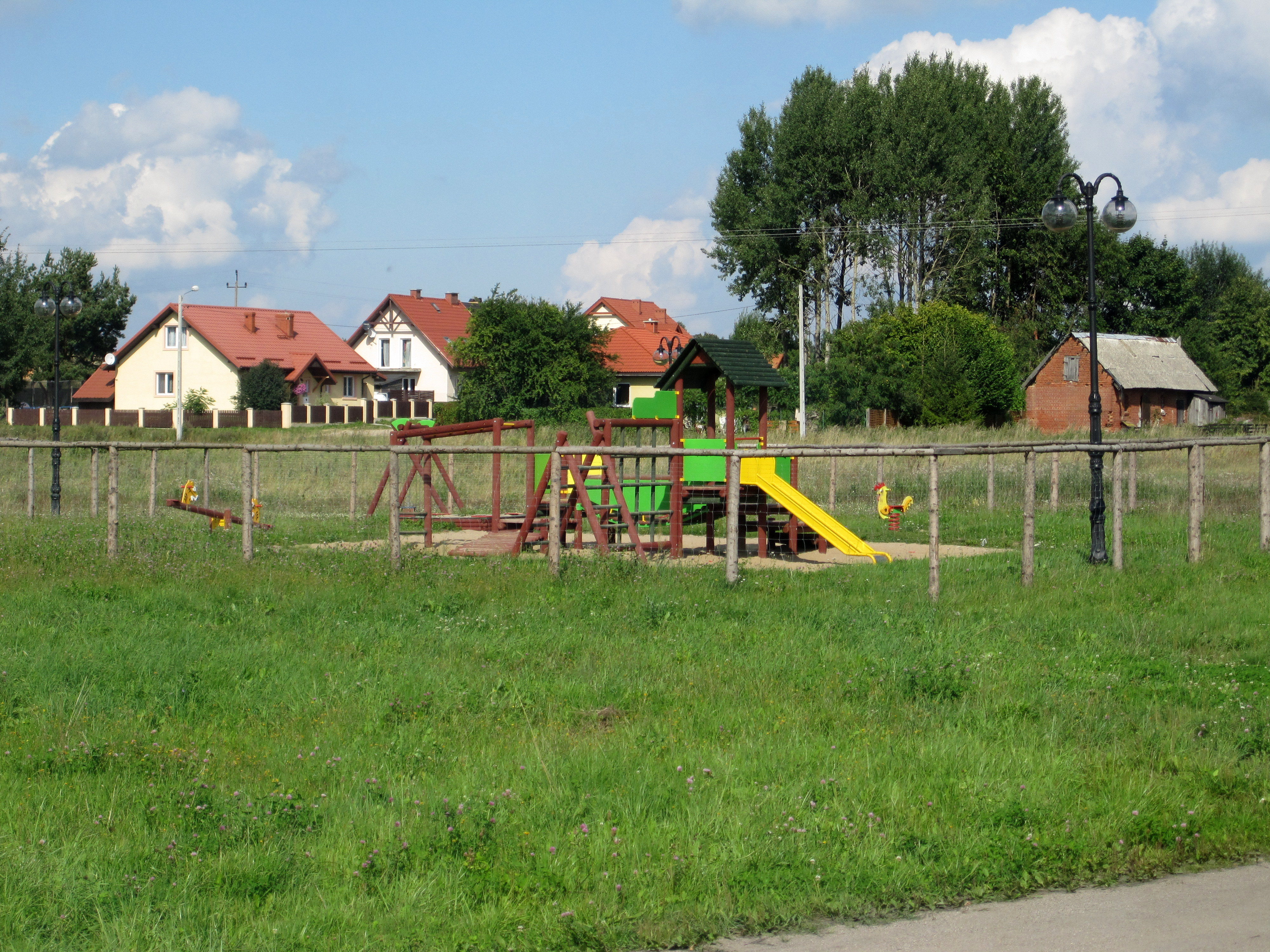
Kinderspielplatz

## Geschichte
Am 21. Januar 1384 verlieh der Bischof Ermlands Heinrich III. Sorbom die Handfeste nach der Agrarverfassung des Deutschordensstaates dem Lokator Johann von Rozergenaw für ein Dienstgut von 70 Hufen mit zehn zinsfreien Jahren und sieben Freihufen für den Vogt. Die Lokation wurde am 20. November 1417 und am 19. August 1503 erneuert (mit fünf Freihufen für die Kirche).
Nach dem Zweiten Frieden von Thorn im Jahr 1466 wurde Ermland als autonomes Fürstbistum Ermland der Krone Polens untergeordnet.
Die Entstehung des Dorfes ist auf das 15. Jahrhundert zu datieren. Bewohner waren hauptsächlich Siedler aus Nordmasowien. Im Jahr 1785 zählte man innerhalb des Dorfes 84 Feuerstätten. 1817 gab es 351 und 1907 908 Einwohner. Zum 7. Mai 1874 wurde in Groß Purden das Amtsbezirk Nr. 22 mit den Landgemeinden Alt Mertinsdorf (1929 bis 1945 Alt Märtinsdorf, polnisch Marcinkowo), Groß Purden, Klein Purden (polnisch Purdka), Pathaunen (Pajtuny) und dem Gutsbezirk Pathaunen gebildet, wobei der Gutsbezirk 1929 in die Landgemeinde Pathaunen eingegliedert wurde.
Aufgrund der Bestimmungen des Versailler Vertrags stimmte die Bevölkerung im Abstimmungsgebiet Allenstein, zu dem Groß und Klein Purden gehörte, am 11. Juli 1920 über die weitere staatliche Zugehörigkeit zu Ostpreußen (und damit zu Deutschland) oder den Anschluss an Polen ab. In Groß und Klein Purden stimmten 460 Einwohner für den Verbleib bei Ostpreußen, auf Polen entfielen 220 Stimmen.
Die größten Bauernhöfe in den Jahren 1930–1933 waren:
in Groß Purden
- Isidor Barwinski, 40 ha
- Franz Czerlitzki, 31 ha
- Kirchengemeinde, Pächter Czecyk, 66 ha
- Viktor Kühnast, 41 ha
- Josef Kuklinski, Gemeindevorsteher, 45 ha
- Johann Schaffrin, 47 ha
- Franz Winzolek, 33 ha

in Klein Purden
- Joachim Boczek, 25 ha
- Johann Michalick, 42 ha
- Josef Wiech, 41 ha

Zwischen 1918 und 1939 gab es in Groß Purden eine polnische und eine deutsche Schule. Nach dem Zweiten Weltkrieg kamen Siedler aus Masowien, Vilnius und der Ukraine, die dort der Zwangsaussiedlung zum Opfer gefallen waren.

## Kirche

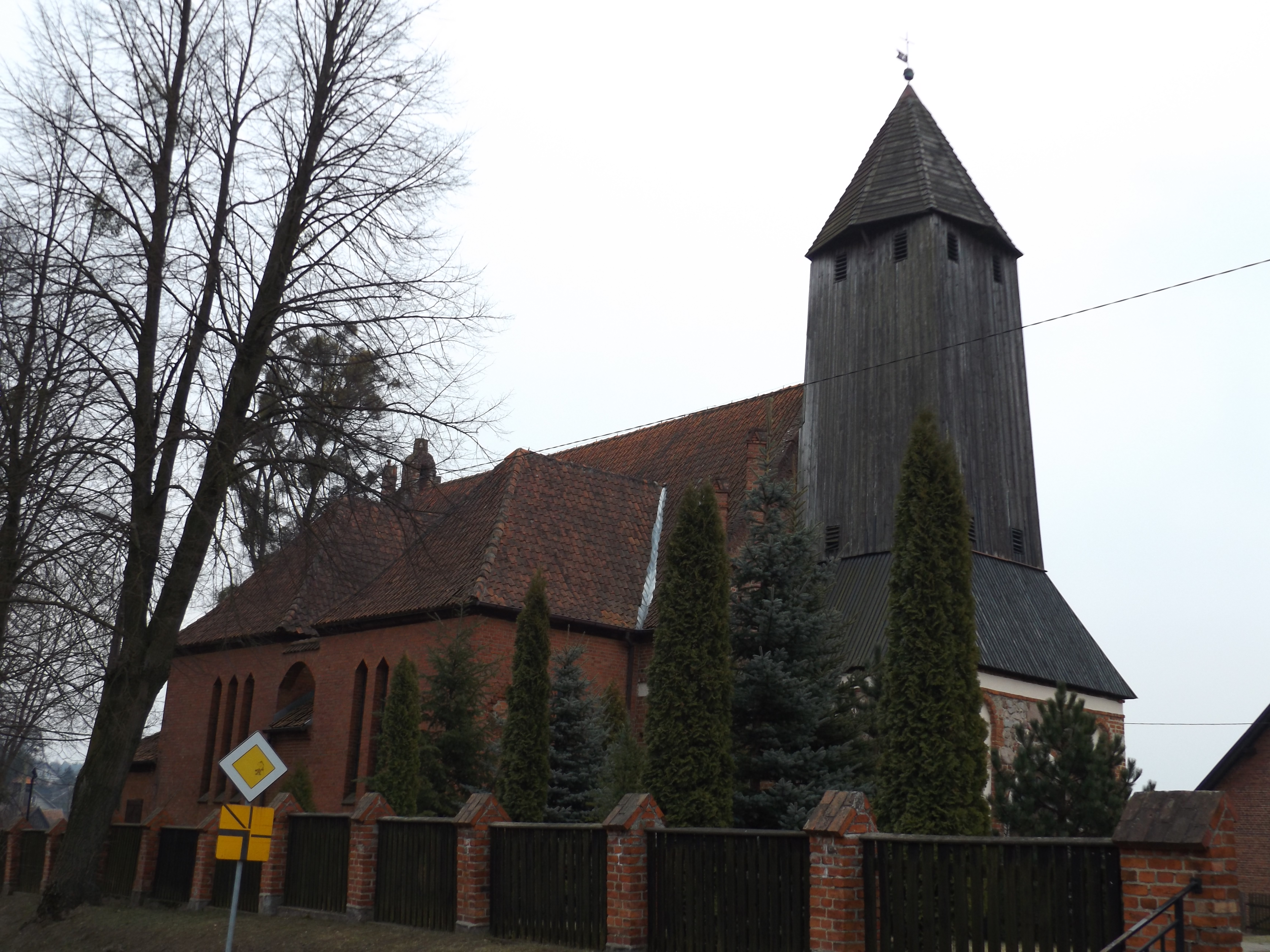
Die Kirche in Purda

### Römisch-katholisch
Groß Purden war seit dem 14. Jahrhundert ein Kirchdorf. Die alte Pfarrkirche, die dem Erzengel Michael gewidmet ist,  dient auch heute noch als Gotteshaus. Die Pfarrei gehört jetzt zum Dekanat Olsztyn V.- Kormoran im Erzbistum Ermland.

### Evangelisch
In Groß Purden stand und steht keine evangelische Kirche. Die evangelischen Einwohner gehörten bereits vor 1945 zur Kirche in Allenstein, die jetzt den Namen Christus-Erlöser-Kirche trägt und der Diözese Masuren der Evangelisch-Augsburgischen Kirche in Polen zugeordnet ist.

## Verkehr

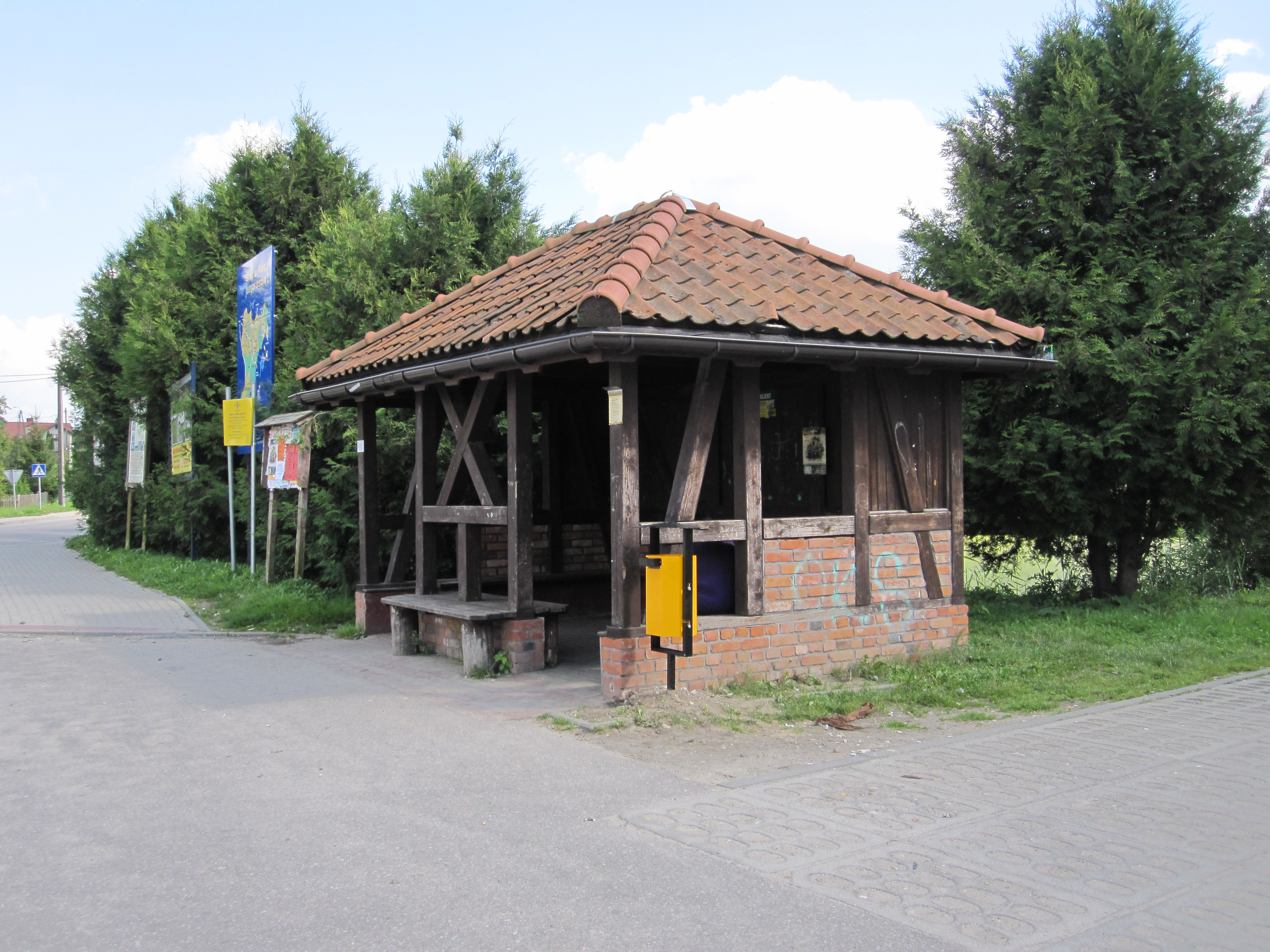
Bushaltestelle

Purda liegt an der verkehrstechnisch bedeutenden Landesstraße 53, die Olsztyn (Allenstein) mit Szczytno (Ortelsburg) und  Ostrołęka verbindet. Nebenstraßen verbinden das Dorf mit Nachbarorten wie 
Marcinkowo ((Alt) Mertinsdorf, 1939 bis 1945 (Alt) Märtinsdorf), der die nächstgelegene Bahnstation an der PKP-Linie 219: Olsztyn–Ełk bietet.

## Gemeinde
Zur Landgemeinde (gmina wiejska) Purda gehören 24 Ortsteile (deutsche Namen, amtlich bis 1945) mit einem Schulzenamt (sołectwo) sowie zahlreiche weitere Ortschaften.

## Sehenswürdigkeiten
Im Zentrum des Dorfes befindet sich eine Kirche aus dem 16. Jahrhundert. Bischof Marcin Kromer (1512–1589) ließ sie erbauen.

## Persönlichkeiten

### Aus dem Ort gebürtig
- Otto Barwinski (* 12. August 1890 in Groß Purden, † 30. September 1969 in Berlin), deutscher Jurist und Generalrichter.

### Mit dem Ort verbunden
- Franz Bulitta (1900–1974), deutscher römisch-katholischer Pfarrer und Geistlicher Rat sowie Bischöflicher Kommissar, war 1926 Kaplan in Groß Purden.